# Úpohlavy
Úpohlavy – miejscowość i gmina (obec) w Czechach, w kraju usteckim, w powiecie Litomierzyce. W 2022 roku liczyła 270 mieszkańców.